# 1081년

## 연호
- 북송(北宋) 원풍(元豊) 4년
- 요(遼) 대강(大康) 7년
- 일본(日本) 조랴쿠(承暦) 5년 / 에이호(永保) 원년
- 서하(西夏) 대안(大安) 7년
- 리 왕조(李朝) 아인부찌에우탕(英武昭勝) 6년

## 기년
- 고려(高麗) 문종(文宗) 35년
- 북송(北宋) 신종(神宗) 14년
- 요(遼) 도종(道宗) 27년
- 서하(西夏) 혜종(惠宗) 15년
- 리 왕조(李朝) 인종(仁宗) 10년